# Karl Drews (Schauspieler)

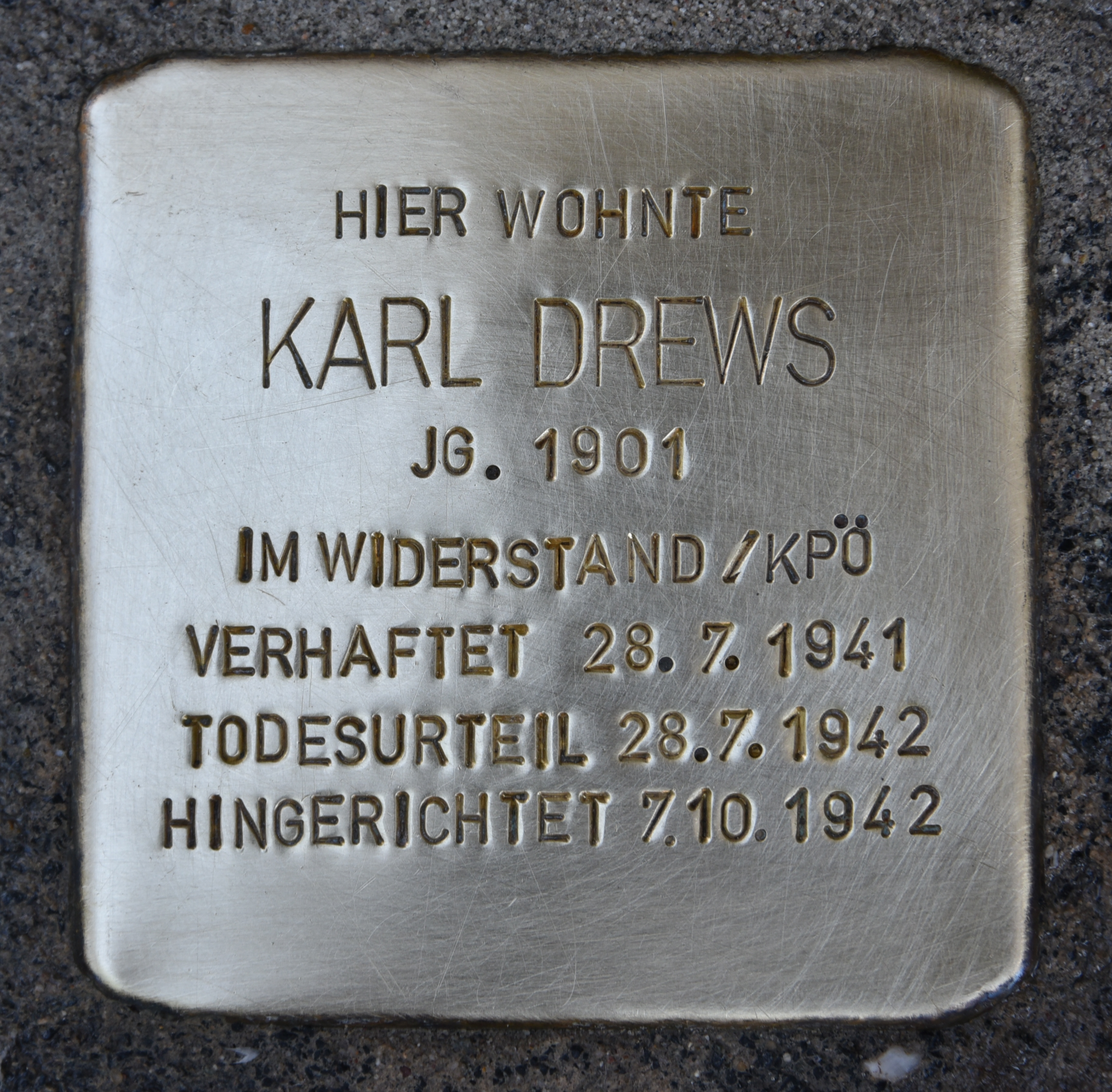
Stolperstein für Karl Drews in Graz

Karl Drews (* 29. Oktober 1901 in Triest; † 7. Oktober 1942 in Wien) war ein österreichischer Schauspieler, Regisseur und Widerstandskämpfer gegen den Nationalsozialismus.

## Leben
Karl Drews wurde am 29. Oktober 1901 in Triest im habsburgischen Österreich geboren. Er war der Neffe des Volksliedforschers Viktor Zack. 1911 folgte mit dem Ruhestand seines Vaters, der beim österreichischen Lloyd beschäftigt gewesen war, der Umzug der Familie nach Graz. Dort besuchte er das Gymnasium, nahm Violinunterricht am Konservatorium und bekam Schauspielunterricht.
Als Schauspieler und Regisseur nahm Drews Engagements an Bühnen in der Tschechoslowakei, in Graz, Salzburg, Linz und in Leoben an, denen während der Weltwirtschaftskrise Arbeitslosigkeit folgte. Drews mühte sich verstärkt und erfolgreich um verschiedene Vereins- und Verbandsgründungen. Mitte der 1920er Jahre wuchs sein politisches Engagement bei den Sozialdemokraten und Kommunisten. Im Mai 1929 wurde er Geschäftsführer des Grazer Bildungsverein Apolloneum. Im Dezember des gleichen Jahres verließ er den Verein wieder. 1932 wurde er Direktor der Opern- und Schauspielschule in Zagreb. 1935 folgte die Abschiebung von dort nach Graz, da Drews die jugoslawische Staatsbürgerschaft nicht besaß. Zurück in Graz übernahm er die Leitung des Orpheums.
Drews gründete eine Film- und Schauspielschule. Absolventen dieser Schule waren z. B. der Schriftsteller Wilhelm Muster und der Schauspieler Carl Möhner.
Als Mitglied der Regierungspartei Vaterländische Front trat er gegen den drohenden Anschluss Österreichs auf. Fortgeschrittene Pläne und die schon angetretene Reise nach Frankreich, um dort als Regisseur zu arbeiten, musste er wieder abbrechen und kehrte zurück nach Graz, weil dort seine Frau von der Gestapo in Österreich verhaftet worden war. Sie reiste später nach Großbritannien aus, er blieb am Schauspielhaus in Graz und spielte 1938/39 noch einige kleinere Rollen. Nach dem ersten Auftritt in Kleists „Prinz Friedrich von Hamburg“ wurde er verhaftet, wenige Tage darauf erfolgte jedoch seine Freilassung.

## Verhaftungen und Hinrichtung
Nachdem Karl Drews bereits am 26. September 1938 „im Zuge von Verhaftungen von bekannten Kommunisten“ kurzzeitig inhaftiert worden war, kam es in Folge von Denunziation durch eine ehemalige Arbeitskollegin am 2. Februar 1941 zu seiner erneuten Verhaftung. Drews wurde zusammen mit Josef Neuhold und Franz Weiss am 28. Juli in Graz vom 2. Senat des Volksgerichtshofs „wegen Vorbereitung zum Hochverrat“ zum Tode verurteilt. Während Josef Neuhold schon am 25. August 1942 aufgrund schwerer Erkrankung in Haft verstarb, wurden an Karl Drews und Franz Weiss die Todesurteile am 7. Oktober 1942 vollstreckt.

## Gedenkstätten
Für Karl Drews wurde in Graz am 17. Juli 2015 ein Stolperstein verlegt. Ferner wird an Drews auf einer Gedenktafel im Landesgericht für Strafsachen in Wien, an der Nationalen Gedenkstätte für die Gruppe 40 am Wiener Zentralfriedhof und am Schauspielhaus in Graz erinnert.

## Zeitungsartikel
- Wer erinnert sich an Karl Drews? Der Neue Mahnruf. 1997, Heft 5, S. 7.
- Ein Aufrechter Kämpfer fiel unter dem Henkerbeil – Letzter Brief eines Hingerichteten an seine Mutter. Grazer Volkszeitung. 27. Mai 1945, S. 4.
- Der hingerichtete Karl Drews. Grazer Volkszeitung. 2. Juni 1945, S. 3.
- Maertyrer. London-Information Of The Socialists In Great Britain. 1942, Heft 18, S. 1.
- Heroes And Hangman. Young Austrian. 1943, Heft 1, S. 5.